# Moncek Timur
Moncek Timur is een bestuurslaag in het regentschap Sumenep van de provincie Oost-Java, Indonesië. Moncek Timur telt 1975 inwoners (volkstelling 2010).